# Le Mariage de Rana, un jour ordinaire à Jérusalem
Le Mariage de Rana, un jour ordinaire à Jérusalem (en arabe القدس في يوم آخــر, transcrit Al-Quds fi yawm akhar) est un film palestino-néerlando-émirati de Hany  Abu-Assad (2002) qui raconte la journée d’une Palestinienne de Jérusalem-Est  qui veut épouser son bien-aimé sans délai.

## Synopsis
Rana est la jeune et jolie fille d’un riche Palestinien de Jérusalem-Est , qui part définitivement pour l’Égypte en fin de journée et la menace de l’emmener avec lui si elle ne se marie pas avec l’un des notables (ingénieur, médecin, avocat, etc.) d’une liste de partis qu’il lui a donnée.
Rana aime un réalisateur de théâtre, Khalil, et doit partir à sa recherche à travers les checkpoints de l’armée israélienne, car il a dû passer la nuit à Ramallah à cause d’un bombardement, trouver un officier d’état civil et des témoins pour célébrer le mariage et mettre son père devant le fait accompli.
Dynamique et décidée, Rana lutte à sa façon contre l’oppression figurée d’une part par son père et la société palestinienne traditionnelle, d’autre part par l’armée israélienne en Cisjordanie occupée.

## Distribution
- Clara Khoury : Rana
- Khalifa Natour : Khalil
- Ismael Dabbag : Ramzy
- Walid Abed Elsalam : Employé d’état-civil
- Zuher Fahoum : Abu Siad, le père de Rana
- Bushra Karaman : La grand-mère de Rana